# (5655) Barney
(5655) Barney es un asteroide perteneciente al cinturón de asteroides descubierto el 29 de septiembre de 1973 por Cornelis Johannes van Houten en conjunto a su esposa también astrónoma Ingrid van Houten-Groeneveld y el astrónomo Tom Gehrels desde el Observatorio del Monte Palomar, Estados Unidos.

## Designación y nombre
Designado provisionalmente como 1159 T-2. Fue nombrado Barney en honor a Ida Barney, astrónoma en el Observatorio de Yale entre 1924 y 1959 y supervisora del programa de posiciones y movimientos apropiados de estrellas del Catálogo de la Zona de Yale.

## Características orbitales
Barney está situado a una distancia media del Sol de 2,578 ua, pudiendo alejarse hasta 2,679 ua y acercarse hasta 2,476 ua. Su excentricidad es 0,039 y la inclinación orbital 14,49 grados. Emplea 1512,19 días en completar una órbita alrededor del Sol.

## Características físicas
La magnitud absoluta de Barney es 13,1. Tiene 6,599 km de diámetro y su albedo se estima en 0,256. 